# Joaquín Caro y Álvarez de Toledo
Joaquín Caro y Álvarez de Toledo   (Palma, 16 de novembre de 1829 - Madrid, 20 d'abril de 1911) va ser un polític espanyol, també conegut pel seu títol nobiliari de comte de Peña Ramiro. Diputat i senador, va exercir en dues ocasions el càrrec de governador civil de la província de Madrid.

## Biografia
Va néixer el 16 de novembre de 1829 a Palma. Es va casar amb Manuela del Arroyo y Moret en novembre de 1871; aquest mateix any va rebre el títol nobiliari de i comte de Peña Ramiro. Militant en el Partit Conservador, va ser senador del Regne per la província de Balears entre 1877 i 1886
Diputat a Corts pel districte lleonès de Villafranca del Bierzo des de 1886, va prendre possessió com a nou governador civil de Madrid l'1 de desembre de 1892 en substitució de José de Cárdenas Uriarte.Nomenat pel Consell de Ministres novament com a governador civil de la capital el 24 de març de 1895. Cessat com a governador i com a diputat al setembre de 1897, va ser nomenat llavors senador vitalici.
Resident en el número 2 del madrileny carrer de la Bola, va morir el 20 d'abril de 1911 a Madrid, pocs dies després de l'amputació de la seva cama a causa d'un accident eqüestre.